# Jame
Jame är en ort i Mexiko.   Den ligger i kommunen Arteaga och delstaten Coahuila, i den centrala delen av landet, 700 km norr om huvudstaden Mexico City. Jame ligger 2 285 meter över havet och antalet invånare är 217.
Terrängen runt Jame är kuperad åt sydväst, men åt nordost är den bergig. Runt Jame är det glesbefolkat, med 9 invånare per kvadratkilometer. Närmaste större samhälle är El Tunal, 6,2 km norr om Jame. I omgivningarna runt Jame växer huvudsakligen savannskog.